# Pablo Fornals
Pablo Fornals Malla (Castellón de la Plana, 22 februari 1996) is een Spaans voetballer die doorgaans als aanvallende middenvelder speelt. Hij verruilde West Ham United in februari 2024 voor Real Betis, dat circa €6.000.000,- voor hem betaalde. Fornals debuteerde in 2016 in het Spaans voetbalelftal.

## Clubcarrière
Fornals speelde in de jeugd voor Villarreal, CD Castellón en Málaga. Hij maakte in het seizoen 2014/15 zijn debuut voor Atlético Malagueño, het tweede elftal van Málaga. Fornals debuteerde op 26 september 2015 in de Primera División, tegen Real Madrid. Hij werd na 80 minuten vervangen door Ricardo Horta.

## Clubstatistieken
| Seizoen     | Club            | Competitie       | Competitie | Competitie | Beker | Beker | Internationaal | Internationaal | Totaal | Totaal |
| Seizoen     | Club            | Competitie       | Wed.       | Dlp.       | Wed.  | Dlp.  | Wed.           | Dlp.           | Wed.   | Dlp.   |
| ----------- | --------------- | ---------------- | ---------- | ---------- | ----- | ----- | -------------- | -------------- | ------ | ------ |
| 2015/16     | Málaga          | Primera División | 27         | 1          | 2     | 0     | —              | —              | 29     | 1      |
| 2016/17     | Málaga          | Primera División | 32         | 6          | 2     | 0     | —              | —              | 34     | 6      |
| Club totaal | Club totaal     | Club totaal      | 59         | 7          | 4     | 0     | 0              | 0              | 63     | 7      |
| 2017/18     | Villarreal      | Primera División | 35         | 3          | 4     | 0     | 7              | 1              | 46     | 4      |
| 2018/19     | Villarreal      | Primera División | 35         | 2          | 3     | 0     | 12             | 3              | 50     | 5      |
| Club totaal | Club totaal     | Club totaal      | 70         | 5          | 7     | 0     | 19             | 4              | 96     | 9      |
| 2019/20     | West Ham United | Premier League   | 36         | 2          | 4     | 2     | —              | —              | 40     | 4      |
| 2020/21     | West Ham United | Premier League   | 33         | 5          | 3     | 1     | —              | —              | 36     | 6      |
| 2021/22     | West Ham United | Premier League   | 13         | 4          | 2     | 0     | 5              | 0              | 20     | 4      |
| Club totaal | Club totaal     | Club totaal      | 82         | 11         | 9     | 3     | 5              | 0              | 96     | 14     |
| TOTAAL      | TOTAAL          | TOTAAL           | 211        | 23         | 20    | 3     | 24             | 4              | 255    | 30     |

Bijgewerkt t/m 29 december 2019

## Interlandcarrière
Fornals maakte op zondag 29 mei 2016 onder leiding van bondscoach Vicente del Bosque zijn debuut in het Spaans voetbalelftal, in een oefeninterland tegen Bosnië en Herzegovina (3-1) in Sankt Gallen, net als Sergio Asenjo, Héctor Bellerín, Diego Llorente, Denis Suárez, Mikel Oyarzabal, Marco Asensio en Iñaki Williams. Hij viel in dat duel na 83 minuten in voor Mikel San José.

## Erelijst
| Europees kampioen –21 | 1x | 2019 |